# Tebenna pretiosana
Tebenna pretiosana is een vlinder uit de familie glittermotten (Choreutidae). De wetenschappelijke naam is voor het eerst geldig gepubliceerd in 1842 door Duponchel.
De soort komt voor in Europa.